# Grote Prijs Jef Scherens 1973
Il Grote Prijs Jef Scherens 1973, ottava edizione della corsa, si svolse il 16 settembre 1973 su un percorso di 180 km, con partenza e arrivo a Lovanio. Fu vinto dall'olandese Jan van Katwijk della Ijsboerke-Bertin davanti al belga Victor Van Schil e all'olandese Theo van der Leeuw.

## Ordine d'arrivo (Top 10)
| Pos. | Corridore             | Squadra            | Tempo    |
| ---- | --------------------- | ------------------ | -------- |
| 1    | Jan van Katwijk       | Ijsboerke-Bertin   | 4h22'00" |
| 2    | Victor Van Schil      | Molteni            |          |
| 3    | Theo van der Leeuw    | Canada Dry-Gazelle |          |
| 4    | Louis Verreydt        | Ijsboerke-Bertin   |          |
| 5    | Jean-Pierre Berckmans | Rokado-de Gribaldy |          |
| 6    | Joseph Bruyere        | Molteni            |          |
| 7    | Roger Kindt           | Watney-Maes Pils   |          |
| 8    | Tony Houbrechts       | Rokado-de Gribaldy |          |
| 9    | Ward Janssens         | Molteni            |          |
| 10   | Jos Spruyt            | Molteni            |          |